# Qendër Librazhd
Qendër Librazhd is een plaats en voormalige gemeente in de stad (bashkia) Librazhd in de prefectuur Elbasan in Albanië. Sinds de gemeentelijke herindeling van 2015 doet Qendër Librazhd dienst als deelgemeente en is het een bestuurseenheid zonder verdere bestuurlijke bevoegdheden. De plaats telde bij de volkstelling van 2011 8551 inwoners.